# Pendulum (album)
Pendulum este al șaselea album al trupei americane Creedence Clearwater Revival, lansat în 1970. A fost ultimul album cu chitaristul Tom Fogerty, care a părăsit formația la puțin timp după lansarea discului. Grupul a continuat cu cei trei membrii rămași.

## Lista pieselor
1. "Pagan Baby" (6:25)
2. "Sailor's Lament" (3:49)
3. "Chameleon" (3:21)
4. "Have You Ever Seen The Rain?" (2:40)
5. "(Wish I Could) Hideaway" (3:47)
6. "Born to Move" (5:40)
7. "Hey Tonight" (2:45)
8. "It's Just a Thought" (3:56)
9. "Molina" (2:44)
10. "Rude awakening #2" (6:22)

- Toate cântecele au fost scrise de John Fogerty.

## Single-uri
- "Have You Ever Seen The Rain?"/"Hey Tonight" (1971)

## Componență
- Doug Clifford - baterie
- Stu Cook - chitară bas
- John Fogerty - chitară, pian, orgă, saxofon, voce
- Tom Fogerty - chitară ritmică, voce de fundal